# 마리나 푸아
마리나 포이스(Marina Foïs, 1970년 1월 21일 ~ )는 프랑스의 배우이다.

## 출연 작품
- 컨빅션 (2018)
- 수영장으로 간 남자들 (2018)
- 가스파드 엣 더 웨딩 (2017)
- 워크숍 (2017)
- 아빠 또는 엄마 2 (2016)
- 페리클스 더 블랙 (2016)
- 폴트레스 (2015)
- 아빠 또는 엄마 (2015)
- 스톰 인사이드 (2015)
- 똑바로 앉아! (2014)
- 보디빌더 (2014)
- 마농 (2014)
- 파리 폴리 (2014)
- 불 앤 빌 (2013)
- 반달 (2013)
- 100% 캐시미어 (2013)
- 마망 (2012)
- 프랭크-에티엔 투워즈 그레이스 (2012)
- 그의 어머니의 눈 (2011)
- 경찰들 (2011)
- 빅 픽처 (2010)
- 포 러버즈 (2010)
- 22 블렛 (2010)
- 레나를 위한 계획짜기 (2009)
- 여배우에 관한 모든 것 (2009)
- 심플 하트 (2008)
- 달링 (2007)
- 우주행 티켓 (2006)
- 날 시험해봐 (2006)
- RRRrrrr!!! (2004)
- 파멜라 로즈 살인사건 (2003)
- 아스테릭스 2 - 미션 클레오파트라 (2002)
- 지옥의 몽파르나스 타워 (2001)
- 형사에겐 디저트가 없다 (1998)